# Villers-Cernay
Pour les articles homonymes, voir Villers et Cernay.
Villers-Cernay est une ancienne commune française située dans le département des Ardennes en région Grand Est.
Le 1er janvier 2017, elle devient une commune déléguée de la commune nouvelle de Bazeilles.

## Géographie
Le village est situé à 8 km au nord-est de Bazeilles.

## Histoire
De 1560 à 1642, Villers-Cernay fait partie de la Principauté de Sedan.

## Politique et administration

### Liste des maires
| Période                                  | Période       | Identité      | Étiquette | Qualité |
| ---------------------------------------- | ------------- | ------------- | --------- | ------- |
| Les données manquantes sont à compléter. |               |               |           |         |
| mars 2008                                | 2016          | Guy Roger     |           |         |
| avril 2016                               | décembre 2016 | René Petitdan |           |         |

## Population et société

### Démographie
L'évolution du nombre d'habitants est connue à travers les recensements de la population effectués dans la commune depuis 1793. À partir du 1er janvier 2009, les populations légales des communes sont publiées annuellement dans le cadre d'un recensement qui repose désormais sur une collecte d'information annuelle, concernant successivement tous les territoires communaux au cours d'une période de cinq ans. 
Pour les communes de moins de 10 000 habitants, une enquête de recensement portant sur toute la population est réalisée tous les cinq ans, les populations légales des années intermédiaires étant quant à elles estimées par interpolation ou extrapolation. Pour la commune, le premier recensement exhaustif entrant dans le cadre du nouveau dispositif a été réalisé en 2007,.
En 2014, la commune comptait 337 habitants, en évolution de +4,33 % par rapport à 2009 (Ardennes : −1,26 %, France hors Mayotte : +2,49 %).
| 1793 | 1800 | 1806 | 1821 | 1831 | 1836 | 1841 | 1846 | 1851 |
| ---- | ---- | ---- | ---- | ---- | ---- | ---- | ---- | ---- |
| 509  | 427  | 533  | 527  | 652  | 662  | 686  | 680  | 702  |

| 1866 | 1872 | 1876 | 1881 | 1886 | 1891 | 1896 | 1901 | 1906 |
| ---- | ---- | ---- | ---- | ---- | ---- | ---- | ---- | ---- |
| 777  | 778  | 761  | 761  | 657  | 619  | 546  | 483  | 460  |

| 1911 | 1921 | 1926 | 1931 | 1936 | 1946 | 1954 | 1962 | 1968 |
| ---- | ---- | ---- | ---- | ---- | ---- | ---- | ---- | ---- |
| 406  | 316  | 303  | 286  | 276  | 194  | 243  | 262  | 242  |

| 1975 | 1982 | 1990 | 1999 | 2007 | 2012 | 2014 | - | - |
| ---- | ---- | ---- | ---- | ---- | ---- | ---- | - | - |
| 260  | 271  | 306  | 293  | 319  | 340  | 337  | - | - |

## Culture locale et patrimoine

### Lieux et monuments
- L'église paroissiale Saint-Pierre[7]

### Personnalités liées à la commune
- Abbé Georges Philippe du Houle, fils de Pierre du Houle et de Marguerite Lateinturière, curé de la paroisse aux XVIIe et XVIIIe siècles.
Une inscription située sur le mur extérieur de l'église, au-dessus d'une ancienne fenêtre du chœur, rappelle son jubilé sacerdotal :

Georges Philippe du Houle

77 ans

1724

curé de Villers-Cernay
Ce pieux curé a recueilli ses neveux après le décès de leurs parents, Jacques d'Acremont et son épouse, Marie, née du Houle.
- Jean-Pierre Willem, médecin, né à Villers-Cernay le 24 mai 1938,  fondateur de l'ONG internationale Médecins aux pieds nus.

### Héraldique
| Armes de Villers-Cernay | Les armes de Villers-Cernay se blasonnent ainsi : D’or à la bande de sinople chargée d’une épée d’argent garnie du champ, accompagnée en chef de deux crosses de gueules passées en sautoir et en pointe d’une fasce échiquetée d’argent et de gueules de trois tires. |